# Připoutejte se, prosím!
Připoutejte se, prosím! (angl. Airplane!) je americký komediálně-satirický film, režírovaný a napsaný trojicí Davidem Zuckerem (Scary Movies 3 & 4, Pivní bratři), Jimem Abrahamsem (Žhavé výstřely 1 & 2, Mafiósso) a Jerry Zuckerem (Milionový závod). Hráli zde Robert Hayes, Julie Hagerty, Leslie Nielsen, Lloyd Bridges, Peter Graves, Kareem Abdul-Jabbar a Lorna Patterson. Připoutejte se, prosím je parodie na klišé a samotný katastrofický žánr (s elementy tehdejších pop-kulturních referencí) a je v podstatě nepřímo remakem filmu "Zero Hour!" (první dvě postavy u obou filmech se jmenují podobně) z roku 1957. V Austrálii a Novém Zélandu je tento film znám jako "Flying High".
Připoutejte se, prosím byl velkým finančním trhákem, jelikož rozpočet činil pouhých 3,5 mil. dolarů, ale vydělal přes 83 mil. dolarů. Filmoví tvůrci také obdrželi WGA (Writers Guild of America) cenu za nejlepší komediální adaptaci a byli také nominováni pro nejlepší celovečerní film z oblasti muzikálů a komedií a BAFTA ocenění pro nejlepší scénář. O pár let později, film Airplane! zvolen do seznamu (příčka #10) nejzábavnějších amerických komedií v seznamu "100 let.... 100 smíchů" (u AFI) a umístil se na #6 příčce nejzábavnějších filmů americké televizní stanice Bravo.

## Děj
Když se několik cestujících a všichni piloti otrávili jídlem, řízení připadlo Tedovi Strikerovi (Robert Hayes), traumatizovanému ex-pilotovi stíhaček. Jeho úkolem bylo přistát v nepříznivých podmínkách za špatného počasí (za pomoci letového řídícího střediska a řídícího Steve McCroskyho (Lloyd Bridges) a Rexe Kramera (Robert Stack)). Ke všemu hrozilo, že jeden z pasažérů zemře. Strikerovi pomáhala stevardka, jeho bývalá přítelkyně Elaine (Julie Hagerty) a Strikerův společník Rex Kramer, ke kterému Striker cítí antipatie.

## Hrají
- Robert Hays jako Ted Striker
- Julie Hagerty jako Elaine Dickinson
- Leslie Nielsen jako Dr. Rumack
- Peter Graves jako kapitán Clarence Oveur
- Lloyd Bridges jako Steve McCroskey
- Robert Stack jako kapitán Rex Kramer
- Lorna Patterson jako Randy
- Stephen Stucker jako Johnny Henshaw
- Frank Ashmore jako Victor Basta
- Jonathan Banks jako Gunderson
- Kareem Abdul-Jabbar jako Roger Murdock/Kareem Abdul-Jabbar
- Craig Berenson jako Paul Carey
- Barbara Billingsley jako Jive Lady
- Lee Bryant jako paní Hammenová
- Joyce Bulifant jako Paní Davisová
- Marcy Goldman jako Paní Gelineová
- Ross Harris jako Joey
- James Hong jako Japanese General
- Al White jako Second Jive Dude

## V českém znění
| Jméno postavy    | Herecký představitel | Jméno dabéra        |
| ---------------- | -------------------- | ------------------- |
| Dr. Rumack       | Leslie Nielsen       | Radoslav Brzobohatý |
| Elaine Dickinson | Julie Hagerty        | Jana Mařasová       |
| Ted Striker      | Robert Hays          | Martin Rada         |
| Steve McCroskey  | Lloyd Bridges        | Dalimil Klapka      |
| Clarence Oveur   | Peter Graves         | Bohumil Švarc, st.  |

Vyrobila Česká televize (tehdy Československá televize) v Centru Převzatých Filmů v roce 1992.

## Produkce
- Filmování trvalo 34 dní, většinou v srpnu roku 1979.
- Poprvé kdy Zucker-Abrahams-Zucker režírovali a zároveň si sami napsali film; předtím toto trio sepsalo scénář k "The Kentucky Fried Movie", ale byl zrežírovaný Johnem Landisem.
- Robert Stack původně hrál svoji roli jinak než režiséři měli si představovali. A tak mu přehráli pásku s impresionátorem Johnem Bynerem, který "hrál" Roberta Stacka. Podle producentů, Stack "předváděl Johna Bynera dělajícího předvádění Stacka".
- Použité letadlo (modelové i skutečné) bylo TWA Boeing 707. Titulky na konci ovšem ukazují, že nejde o 707 (jež má 4 motory), ale Boeing 727 tri-jet. Okolní ambient hluk z letadla není jet, ale pístový motor; který byl převzat z hudebního OST alba k filmu "Zero Hour!", což dělá nejdelší "running gag" ve filmu.

### Terč parodie
- Úvodní sekvence je parodie k filmu Čelisti. Hudba hrající během úvodu je zase parodie na John Williamsovu hudbu.
- Tvůrci filmu objevili Zero Hour!, když si prohlíželi noční reklamy, které chtěli zparodovat. Poté koupili práva Zero Hour! A odtud se také adaptovaly jména jako Ted Striker či Elaine. Mimoto i některé přímočaré věty, jako "Joey, už se ti stalo ... " či "A to jsem tento tejden chtěl přestat kouřit". "Tento tejden" byl running gag ("A to jsem tento tejden chtěl přestat kouřit/pít (alkohol)/brát drogy (amfetaminy)/fetovat").
- Scéna, kdy přijíždějí zásahové vozidla (ambulance, hasiči) na ranvej připomíná sekvenci filmu s Johnem Waynem, The High and the Mighty (1954), naproti tomu zde se scéna začne do více komické absurdní situace, kdy na ranvej přijíždí čím dál tím více bizarnější vozidlo, jež se připojuje na "záchranu".

- Film Letiště a Airport 1975 (upozornění na LAX či stevardka zpívající povzbudivou píseň malé nemocné dívce)
- Srážka letadla do haly paroduje Silver Streak a To je bláznivej svět.
- Kapitán Oveur když se zeptá Joeyho "Joey byl jsi někdy v Tureckém vězení?" je reference k filmu Půlnoční expres.
- Zpáteční vzpomínky z dob války paroduje Casablancu, Horečku sobotní noci či polibky z Odtud až na věčnost.
- Během jedné vzpomínkové scény jukobox začne hrát "Stayin' Alive" od The Bee Gees, avšak zrychlenou verzi o 10 %, což dodá víc komediálních elementů na Horečku sobotní noci. Tvůrci potřebovali mimo jiné povolení od skupiny, aby tu píseň mohli zrychlit.

## Reakce
- Výdělek je víc než 80 mil. dolarů + 40 mil. dolarů za pronájmy filmu.
  - Připoutejte se... má hodnocení: 98% "fresh" na Rotten Tomatoes (0% = shnilé, rozmačkané rajče, 100% = červeňoučké, čerstvé rajče; metafora ke kvalitě filmu).
  - Připoutejte se... má hodnocení  na Allmovie (AMG).
  - Připoutejte se... má hodnocení 7.8/10 na IMDB.
  - Připoutejte se... má hodnocení 82% na CSFD.
  - Připoutejte se... má hodnocení 79% na FDB.

Leslieho Nielsena tato role vyzdvihla k dalším rolím podobného komediálně-dramatického rázu, jakou hrál právě v tomto filmu. Poté byl obsazen do seriálu Police Squad! (předchůdce Bláznivých střel) a následně i do sérií Bláznivých střel. Lloyd Bridges a Robert Stack sledovali podobný rozjezd ve své kariéře, avšak ne v takové ráži jako u Leslieho Nielsena.

### Vysílací NBC TV verze
Tato verze z roku 1983 obsahuje také některé přidané scény, které nebyly v kinové verzi, ale také je tu pozměněna scéna, ve kterém jsou zakrytá prsa, jež se houpou synchronizovaně s turbulencí letadla, tričkem co říká "Moral Majority" (s černými písmeny). V brzkých TV verzích, toto je vyměněno ženou, jenže nosí červené tričko se žlutými pruhy. Pozdější verze užívají původní originální scénu za použitím digitální technologie, jež smazala text "Moral Majority".
(pozn. jde o politicky nekorektní satiru; Moral Majority je politická organizace s evangelicky-orientovaným politickým lobbingem)

### Dědictví
Maxim zařadil Připoutejte se.. (příčka #4) do seznamu "Most Horrific Movie Plane Crashes". Hláška (tato hláška však nebyla ztracena v českém překladu) "I am serious... and don't call me Shirley,", byla zvolena do seznamu Nejlepších 100 filmových hlášek (u AFI = American Film Institute).
- Dr. Rumack: Can you fly this plane, and land it? (Můžete letět a přistát s tímto letadlem?)
- Ted Striker: Surely you can't be serious. (To nemůžete myslet vážně, čéče)
- Dr. Rumack: I am serious... and don't call me Shirley. (Ale myslím a nemám žádný křeče)

Další ocenění:
- Total Film - zvolil tento film jako druhý nejlepší komediální film vůbec (v roce 2000).
- British 50 Greatest Comedy Films sestavený TV stanicí Channel 4 dává Připoutejte se na druhé místo (hned po Monty Python's The Life of Brian).
- Satellite Award - 2× nominace v roce 2005 (Outstanding Classic DVD & Extras)
- Young Artist Award - 2× nominace (Best Young Comedian - Rossie Harris & Comedienne - Jill Whelan)

#### Ztracené hlášky
Naproti tomu se stalo, že nějaká ta hláška se skutečně "ztratila" v překladu. Příkladem může být například toto (překlad je velmi podobný k dabingové ČT verzi z roku 1992):
- Malý galantní kluk s kávou: Excuse me, I happened to be passing, and I thought you might like some coffee. (Promiňte, ale myslím, že byste si ráda dala kávu)
- Malá holčička: Oh, that's very nice of you, thank you. (Ach díky, to je od Vás moc hezké)
- Malý galantní kluk s kávou: Cream? (Smetanu?)
- Malá holčička: No, thank you, I take it black, like my men (Ne díky, dám si černou, kvůli Vám)

(Pozn. ten kluk ovšem nebyl černé pleti)

### Pokračování
- Vzniklo také pokračování Připoutejte se, prosím! 2, publikované v roce 1982, utahující si víc ze sci-fi filmů. Ačkoliv většina lidí z jedničky byla přeobsazena i do dvojky, tvůrci jedničky se už na dvojce nepodíleli.